# Pietro Repetto
Pietro Repetto, né en 1824 à Alexandrie (Italie) et mort le 25 novembre 1870 à Saint-Pétersbourg (Russie), est un chanteur, compositeur et pédagogue italien.

## Biographie
Pietro Repetto étudie le chant auprès de Francesco Lamperti. Il compose l'opéra Un episodio del San Michele (1855) sur un ancien livret de Felice Romani, et insère des récitatifs à l'opéra d'Ambroise Thomas, Le Caïd (1862) et d'autres. Il est professeur au conservatoire de Milan. En 1863, il s'installe à Saint-Pétersbourg, capitale de l'Empire russe, pour prendre la classe de chant du conservatoire de Saint-Pétersbourg. Parmi ses élèves, l'on peut distinguer Adélaïde Budel-Adami, Ivan Melnikov, Alexandra Santagano-Gortchakova, Mikhaïl Sariotti, Feodor Stravinski, Dmitri Oussatov et Fiodor Komissarjevski.
Il meurt le 25 novembre 1870 à Saint-Pétersbourg.